# Psyllopsis dobreanuae
Psyllopsis dobreanuae är en insektsart som beskrevs av Loginova 1971. Psyllopsis dobreanuae ingår i släktet Psyllopsis och familjen rundbladloppor. Inga underarter finns listade i Catalogue of Life.